# 스콧 필그림 (영화)
《스콧 필그림》(Scott Pilgrim vs. the World)은 2010년미국 - 영국 - 일본 - 캐나다 코미디 발표 영화이다. 브라이언 리 오맬리의 동명의 만화 시리즈를 원작으로 에드거 라이트가 각색하여 연출하였다. 마이클 세라가 주인공 스콧 필그림 역을 연기하고, 메리 엘리자베스 윈스티드, 키어런 컬킨, 크리스 에반스, 애나 켄드릭, 브리 라슨 등이 출연한다.

## 줄거리
토론토에 살고 있는 스콧은 보잘것 없는 록밴드 섹스밤밤의 베이시스트로 밴드 멤버인 스티븐, 킴, 닐과 연주를 하며 하루하루를 살아간다. 게이 친구인 월리스의 집에 얹혀 살아가는 그는 언젠가 자신의 밴드가 유명해질 것이라는 희망을 품고 있다. 중국인 여자친구 니브가 있음에도 불구하고 그는 꿈속에서 만난 여인으로 인해 혼란을 겪는다. 그런데 꿈속에서 봤던 이상형의 여자 라모나가 눈앞에 나타나고, 스콧은 우연을 가장한 데이트를 통해 그녀와 점점 가까워진다. 어느 날 공연장에서 갑작스럽게 자신을 공격하는 인도인을 만나고 결투 끝에 제압하지만 그가 라모나의 7명의 전 남자친구 중 하나였다는 사실을 알게 된다. 또한 그들과의 결투에서 이겨야만 라모나를 계속 만날 수 있다는 것. 그들은 스콧을 죽이려고 덤벼들고 스콧은 사랑을 얻기 위해, 그리고 살기 위해 그들과 대결을 펼쳐야하는데….

## 배역
- 마이클 세라 - 스콧 필그림
- 메리 엘리자베스 윈스티드 - 러모나 플라워스
- 키어런 컬킨 - 월리스 웰스
- 엘런 웡 - 나이브스 차우
- 앨리슨 필 - 킴 파인
- 마크 웨버 - 스티븐 스틸스
- 조니 시먼스 - 닐 "영" 노드그래프
- 애나 켄드릭 - 스테이시 필그림
- 브리 라슨 - 내털리 "엔비" 애덤스
- 오브리 플라자 - 줄리 파워스

### 라모나의 전 남친들
- 사티아 바바 - 매슈 파텔
- 크리스 에반스 - 루커스 리
- 브랜던 라우스 - 토드 잉그럼
- 메이 휘트먼 - 록샌 "록시" 릭터
- 사이토 쇼타, 사이토 게이타 - 카일 카타야나기, 켄 카타야나기
- 제이슨 슈워츠먼 - 기디언 고든 그레이브스